# Uranothauma cordatus
Uranothauma cordatus är en fjärilsart som beskrevs av Sharpe 1891. Uranothauma cordatus ingår i släktet Uranothauma och familjen juvelvingar. IUCN kategoriserar arten globalt som livskraftig. Inga underarter finns listade i Catalogue of Life.